# جائزة الصين الكبرى للدراجات النارية 2008
جائزة الصين الكبرى للدراجات النارية 2008 هو سباق دراجات نارية أقيم بتاريخ 4 مايو 2008 في حلبة شانغهاي الدولية. كان الجولة الرابعة من أصل 18 في سباق الجائزة الكبرى للدراجات النارية موسم 2008. فاز الإيطالي فالنتينو روسي بفئة الموتو جي بي بينما جاء الإسباني داني بيدروسا في المركز الثاني وحصل على المركز الثالث الأسترالي كيسي ستونر.

## وصلات خارجية
- الموقع الرسمي